# Codex Augiensis
De Codex Augiensis, (Gregory-Aland no. Fp of 010), is een bijbels handschrift, dat uit de 9e eeuw dateert, en geschreven is met hoofdletters (uncialen) op perkament.

## Beschrijving
De gehele Codex Augiensis bestaat uit 136 bladen (23 x 19 cm) en bevat de brieven van Paulus met 5 lacunes (Romeinen 1:1-3:19; 1 Kor. 3:8-16; 6:7-14; Kol. 2:1-8; Filemon 21-25; Hebreeën is alleen in het Latijn opgenomen). De Codex Augiensis is een "diglot" (een tweetalig handschrift), en bevat, in twee naast elkaar geschreven kolommen, een Griekse en een Latijnse tekst.
De Codex Augiensis is een vertegenwoordiger van de Westerse tekst, Kurt Aland plaatste hem in Categorie II.
Het handschrift bevindt zich nu in het Trinity College (Cat. number: B. XVII. 1) in Cambridge.